# Землетрус у Мексиці (2012)
Землетрус у Мексиці (2012) — землетрус магнітудою 7,4 стався 20 березня. Після головного поштовху відбулася серія повторних поштовхів.

## Локалізація епіцентру
Осередок землетрусу залягав на глибині 17,5 кілометра, епіцентр підземних поштовхів був у штаті Герреро, за 25 кілометрів на схід від міста Ометепек і за 186 кілометрів на схід від Акапулько.

## Наслідки землетрусу
Поранення отримали 13 людей. Близько 32 тисячі будинків пошкоджені в штатах Герреро і Оахака.
Число повністю зруйнованих будинків в штаті Герреро становить 800, загальна кількість зруйнованих будинків — близько 2000.
У результаті підземних поштовхів без електропостачання тимчасово залишилися близько 2,5 мільйона осіб. У Мехіко близько 250 тисяч жителів залишилися без води, бо землетрус зруйнував труби. У Мехіко зруйновано пішохідний міст. Його уламки впали на мікроавтобус.